# ليو ماير

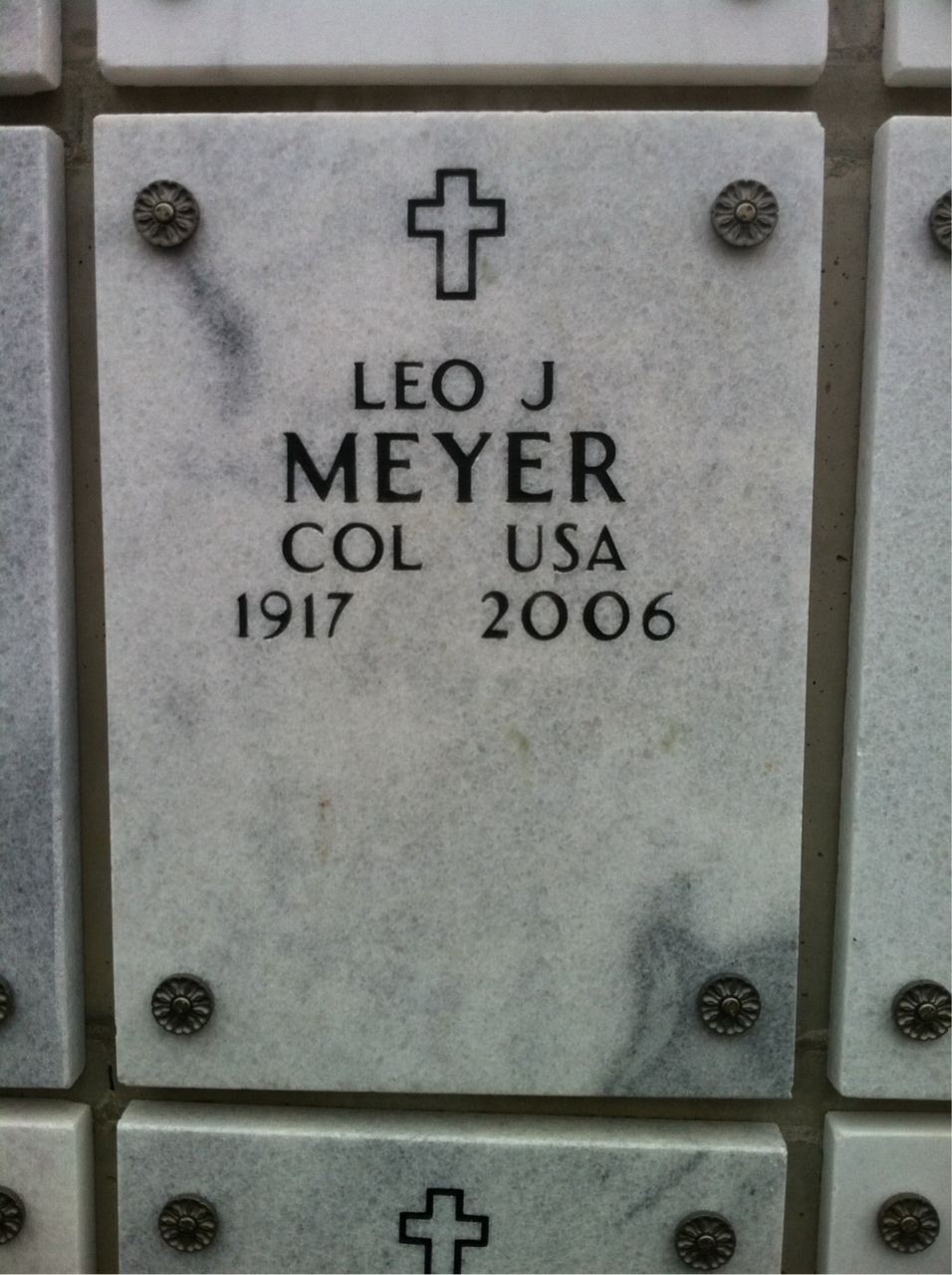
قبر ليو ماير في مقبرة أرلينغتون الوطنية

ليو ماير (بالإنجليزية: Leo J. Meyer) (و. 1917 – 2006 م) هو فنان، من الولايات المتحدة الأمريكية، ولد في مدينة نيويورك، توفي عن عمر يناهز 89 عاماً.

## الخدمة العسكرية
خدم في القوات البرية للولايات المتحدة.

## جوائز
حصل على جوائز منها:
- ميدالية النجمة البرونزية
- وسام القلب الأرجواني.